# Chiralitate (chimie)

Doi enantiomeri ai unui aminoacid generic care este chiral

În chimie, chiralitatea este proprietatea unor molecule de a admite aranjări diferite ale elementelor structurale.  Două molecule chirale sunt două molecule care au aceeași compoziție chimică, dar sunt aranjate „în oglindă”, astfel că nu pot fi suprapuse. Izomerii care prezintă chiralitate, fiind imaginile în oglindă ale moleculei, sunt numiți enantiomeri sau izomeri optici.